# Закше
Закше (пол. Zakrze) — село в Польщі, у гміні Лосиці Лосицького повіту Мазовецького воєводства.
Населення — 321 особа (2011).
У 1975-1998 роках село належало до Білопідляського воєводства.

## Демографія
Демографічна структура станом на 31 березня 2011 року:
|          | Загалом | Допрацездатний вік | Працездатний вік | Постпрацездатний вік |
| -------- | ------- | ------------------ | ---------------- | -------------------- |
| Чоловіки | 167     | 34                 | 114              | 19                   |
| Жінки    | 154     | 34                 | 85               | 35                   |
| Разом    | 321     | 68                 | 199              | 54                   |